# J. James Exon

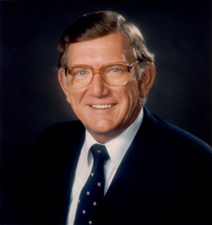
John James Exon

John James Exon (* 9. August 1921 in Geddes, Charles Mix County, South Dakota; † 10. Juni 2005 in Lincoln, Nebraska) war ein US-amerikanischer Politiker und zwischen 1971 und 1979 der 34. Gouverneur von Nebraska. Von 1979 bis 1997 gehörte er dem Senat der Vereinigten Staaten an.

## Frühe Jahre
Nach Schulabschluss besuchte Exon bis 1941 die University of Omaha. Während des Zweiten Weltkriegs diente er in einer Nachrichteneinheit der US-Armee. Danach war er noch bis 1949 in einer Reserveeinheit der Armee. Hauptberuflich war er damals bei einem Finanzdienstleistungsunternehmen angestellt. 1953 gründete er seine eigene Firma, die sich auf die Büroausstattung spezialisierte und bald einen landesweit guten Ruf genoss. Exon war Mitglied der Demokratischen Partei. Zwischen 1964 und 1968 war er stellvertretender Parteivorsitzender seiner Partei in Nebraska. Von 1968 bis 1970 gehörte er dem Democratic National Committee an. Im Jahr 1970 wurde er gegen den Amtsinhaber Norbert Tiemann zum neuen Gouverneur von Nebraska gewählt.

## Gouverneur von Nebraska
Exon trat sein neues Amt am 7. Januar 1971 an. Nach einer Wiederwahl im Jahr 1974 konnte er insgesamt acht Jahre als Gouverneur amtieren. Damit war er der erste Gouverneur dieses Staates mit einer achtjährigen Amtszeit. In diesen acht Jahren schaffte er es, jedes Jahr einen ausgeglichenen Haushalt aufzustellen. Durch seine geschickte Haushaltspolitik gelang es ihm auch, republikanische Wähler auf seine Seite zu ziehen, die 1974 seine Wiederwahl unterstützten. Exon war in Nebraska sehr beliebt. Er war Mitglied zahlreicher Vereinigungen sowohl auf Staats- als auch auf Bundesebene.

## Mitgliedschaft im US-Senat und weiterer Lebenslauf
Nach dem Ablauf seiner zweiten Amtszeit gelang es Exon, in den US-Senat gewählt zu werden. Dort verblieb er zwischen 1979 und 1997. Er war unter anderem Mitglied im Haushaltsausschuss des Senats. Exon setzte sich erfolglos für eine Zensur des Internets ein. John James Exon starb am 10. Juni 2005. Er war mit Patricia Pros verheiratet, mit der er drei Kinder hatte.